# Fachr ad-Din Yusuf
Fachr ad-Din Yusuf ibn Schaich asch-Schuyuch, auch Fahraddin genannt (* vor 1211; † 8. Februar 1250 in der Schlacht von al-Mansura) war ein Diplomat und Emir der Mamelukengarde der Ayyubidensultane von Ägypten.

## Der Kreuzzug des Kaisers
Fachr ad-Din wurde im Herbst 1226 erstmals von Sultan al-Kamil in diplomatischer Mission nach Sizilien an den Hof Kaiser Friedrichs II. entsandt, um diesen von einem geplanten Kreuzzug in das Heilige Land abzuhalten. Der Kaiser allerdings bestand auf der Durchführung seines Kreuzzuges. Gleichzeitig hatte der Sultan einer kaiserlichen Delegation in Ägypten die Übergabe Jerusalems an den Kaiser in Aussicht gestellt, was aber an dem Einwand seines Bruders al-Muʿazzam von Damaskus scheiterte, dem die Stadt gehörte.
Im Frühjahr 1227 reiste Fachr ad-Din erneut nach Sizilien, dieses Mal, um den Kaiser zu einem gemeinsamen Bündnis mit seinem Herrn gegen al-Muʿazzam nach Palästina einzuladen. Während der Unterhandlungen auf Sizilien wurde Fachr ad-Din ein persönlicher Freund des Kaisers, mit dem ihn ein Interesse für Wissenschaft und Philosophie verband. Dabei wurde er sogar vom Kaiser persönlich zum Ritter geschlagen.
Im November 1227 starb al-Muʿazzam und al-Kamil verbündete sich mit seinem anderen Bruder, al-Aschraf, gegen ihren Neffen, an-Nasir Dawud. Dabei eroberte al-Kamil Jerusalem und nahm die Belagerung von Damaskus auf. Zeitgleich erreichte Kaiser Friedrich II. mit seinem Kreuzfahrerheer Palästina. Fachr ad-Din wurde ein weiteres Mal von seinem Sultan zu dem Kaiser entsandt, um diesen von der Fortführung des Kreuzzuges wieder abzubringen, da al-Kamil glaubte, Palästina im Alleingang erobern zu können, ohne dabei Gebiete an den Kaiser abtreten zu müssen. Dieser aber dachte nicht daran und führte kleinere Angriffe auf muslimische Positionen aus, die der Sultan nicht entgegnen konnte, da er immer noch mit der Belagerung von Damaskus beschäftigt war. Deshalb entschloss sich der Sultan zu einem formellen Frieden mit dem Kaiser. Am 18. Februar 1228 war Fachr ad-Din einer der beiden Unterhändler des Sultans, die in Jaffa den Friedensvertrag mit dem Kaiser unterzeichneten, indem neben anderen Städten Palästinas auch Jerusalem an die Christen übergeben wurde.

## Der Kreuzzug des heiligen Ludwig
Im Jahr 1247 war Fachr ad-Din der Befehlshaber der Truppen des Sultans as-Salih Ayyubs bei dessen Feldzug durch Palästina. Im Juni eroberte er dabei Tiberias und im Oktober Askalon, dessen Stadtbefestigung er zerstörte.
Im Jahr 1248 setzte sich der französische König Ludwig IX. (der Heilige) mit einem großen Kreuzzugsheer Richtung Orient in Bewegung. Anfang Juni 1249 landete dieses Heer, für Sultan as-Salih überraschend, an der Küste Ägyptens bei Damiette; König Ludwig hatte sein Ziel bis zuletzt geheim gehalten. An der Spitze eines Heeres zog Fachr ad-Din den Kreuzrittern eilends entgegen, konnte deren Landung am Strand aber nicht mehr verhindern. Nach verlustreichem Kampf zog er sich mit seinen Kriegern stromaufwärts in die Provinzhauptstadt Achmoum-Tanah zurück, wo Sultan as-Salih mit dem Hauptheer lagerte. Dies entmutigte die Garnison von Damiette vom arabischen Stamm der Banu-Kinānah derart, dass sie die Stadt räumten und sich ebenfalls stromaufwärts zum Hauptheer zurückzogen. Die Kreuzfahrer bemerkten am nächsten Tag, dass Damiette geräumt war und besetzten die Stadt fast kampflos am 6. Juni 1249.
Fachr ad-Din fiel dadurch bei seinem Sultan in Ungnade und sollte exekutiert werden, worauf die ihm unterstellten Mamelukenkrieger eine Palastrevolte planten. Er aber hielt sie aus Treue gegenüber dem Sultan zurück, wofür er wieder in dessen Gunst stieg. Als der Sultan am 23. November 1249 starb, übernahm Fachr ad-Din den Oberbefehl über die Truppen und vereinbarte mit der Lieblingssklavin des toten Sultans, Schadschar ad-Dur, die Geheimhaltung über dessen Tod, um mit ihr die Regierung zu führen, bis Sultan Turan Schah aus Syrien eintreffen sollte. Gleichzeitig rückten die Kreuzfahrer gegen Kairo vor und erreichten am 21. Dezember 1249 die Stadt al-Mansura, von der sie nur noch durch einen Seitenarm des Nils getrennt waren.

## Tod in der Schlacht von al-Mansura
Fachr ad-Din zog mit einem neu aufgestellten Heer nach ál-Mansura und übernahm dort das Kommando der Stadtverteidigung. Am 8. Februar 1250 setzten die Kreuzfahrer über den Nil. Deren Vorhut unter dem Grafen Robert I. von Artois erreichte als erstes das gegenüberliegende Ufer und griff sofort das Lager des ägyptischen Heeres an, welches sich vor den Stadtmauern befand. Fachr ad-Din soll gerade ein Bad genommen haben, als er überraschend den Kampflärm hörte. Eilends kleidete er sich an und stellte sich ohne Rüstung an die Spitze seiner Truppen. Mit ihnen ritt er dem Feind entgegen, wurde von ihm aber überwältigt und schließlich getötet.
Wegen seines Todes flohen die Truppen. Dadurch fühlte sich der Graf von Artois zu einem direkten Angriff auf die Stadt ermutigt, da deren Tore noch offen standen. Dort aber stellte ihm der Unterführer, Rukn ad-Din Baibars, eine Falle, indem er die Tore hinter dem Rücken der Kreuzritter verschloss und die meisten von ihnen alle im Straßenkampf tötete.
Über Fachr ad-Din berichteten unter anderem die Historiker Ibn Wasil und al-Maqrīzī. Letzterer berichtete, dass auf die Nachricht vom Tod des Fachr ad-Din Yusuf noch in der Nacht des 8. Februar 1250 ihm zu Ehren die Stadttore von Kairo geöffnet wurden.

## Fußnote
1. ↑  Der Biograph und Kreuzfahrer Jean de Joinville hatte während der Kämpfe an der Küste Ägyptens Fachr ad-Din als „Sultan“ identifiziert, der eine goldene Rüstung trug, die in den Sonnenstrahlen glänzte. Die Räumung Damiettes durch die Sarazenen erklärten sich die Kreuzfahrer laut Joinville durch den Tod des „Sultans“ nach einer Krankheit. - Joinville, II, §7; hrsg. Ethel Wedgewood (1906)

| Personendaten    | Personendaten                                                         |
| ---------------- | --------------------------------------------------------------------- |
| NAME             | Fachr ad-Din Yusuf                                                    |
| ALTERNATIVNAMEN  | Fachr ad-Din Yusuf ibn Schaich asch-Schuyuch; Fahraddin; Fachr ed-Din |
| KURZBESCHREIBUNG | Mamluke                                                               |
| GEBURTSDATUM     | vor 1211                                                              |
| STERBEDATUM      | 8. Februar 1250                                                       |
| STERBEORT        | al-Mansura                                                            |